# Stazione di Boscoreale (RFI)
La stazione di Boscoreale, è una stazione ferroviaria, gestita da Rete Ferroviaria Italiana, ubicata a Boscoreale, lungo la ferrovia Cancello-Torre Annunziata, senza traffico.

## Storia
La stazione venne inaugurata il 1º maggio 1885 contestualmente all'inauguarazione della ferrovia con il nome di Torre Annunziata Boscoreale: nel 1947 mutò la propria denominazione in Boscoreale.
A seguito della chiusura della ferrovia avvenuta nel 2006 e della conseguente soppressione del 2014, la stazione risulta essere senza traffico: nel 2009 il fabbricato viaggiatori venne affidato in comodato d'uso all'associazione culturale Stella Cometa.

## Struttura e impianti
La stazione si presenta con un fabbricato viaggiatori su un solo piano già interamente vandalizzato ed abbandonato prima della chiusura della linea. All'interno si contano 2 binari passanti per il servizio passeggeri, serviti da due banchine le quali erano unite da una passerella sui binari. La stazione presenta anche uno scalo merci, abbandonato a partire dagli anni '70, con binari tronchi e passanti.

## Movimento
In passato la stazione ha avuto un ottimo traffico sia passeggeri che merci, calato con il passare degli anni. Negli ultimi tempi le destinazioni dei treni erano esclusivamente per Torre Annunziata Centrale e Cancello. In passato, alcuni treni raggiungevano Caserta superando la stazione di Cancello, mentre altri, superando Torre Annunziata ed immettendosi sulla linea Torre Annunziata-Gragnano, raggiungevano Castellammare di Stabia e Gragnano. Infine alcune corse, sempre superando Torre Annunziata ed immettendosi sulla Napoli-Salerno, raggiungevano Napoli. 

## Servizi
La stazione non dispone di alcun servizio.

## Interscambi
- Fermata autobus